# Lokalbahn Lana-Burgstall–Oberlana
| Lokomotive II in der Zollstraße in Lana, 2013 |                      |                                     |                  |
| Kursbuchstrecke: | 76cc (1914)          |                                     |                  |
| Streckenlänge: | 4,35 km              |                                     |                  |
| Spurweite: | 1435 mm (Normalspur) |                                     |                  |
| Stromsystem: | 750 =                |                                     |                  |
| |                      |                                     |                  |
| \| \| \| von Bozen \| \| \| \| 0,000 \| Eigentümergrenze \| Eigentümergrenze \| \| \| 0,050 \| Lana-Burgstall \| 266 m s.l.m. \| \| \| 0,229 \| nach Meran \| nach Meran \| \| \| 0,30 \| Etsch (37,4 m) \| Etsch (37,4 m) \| \| \| 0,485 \| Etschbrücke \| 266 m s.l.m. \| \| \| 1,144 \| Mauthaus \| 268 m s.l.m. \| \| \| 1,778 \| Niederlana \| 275 m s.l.m. \| \| \| 2,083 \| Pfarrhof \| 279 m s.l.m. \| \| \| 2,648 \| St. Peter \| 287 m s.l.m. \| \| \| 2,797 \| Mitterlana Tribusplatz \| 287 m s.l.m. \| \| \| 3,100 \| Schulhaus \| 292 m s.l.m. \| \| \| 3,350 \| Gemeindeamt \| 300 m s.l.m. \| \| \| 3,729 \| Kapuzinerplatz \| 309 m s.l.m. \| \| \| 3,815 \| Hotel Royal-Postamt \| 311 m s.l.m. \| \| \| 4,035 \| Falschauerbrücke \| 317 m s.l.m. \| \| \| 4,10 \| Falschauer (52,5 m) \| 317 m s.l.m. \| \| \| 4,179 \| Oberlana \| 313 m s.l.m. \| \| \| \| Übergang zur Straßenbahn Lana–Meran \| \| |                      |                                     |                  |
| Strecke von links (außer Betrieb) · Abzweig geradeaus und ehemals nach rechts |                      | von Bozen                           | von Bozen        |
| Grenze (Strecke außer Betrieb) · Strecke | 0,000                | Eigentümergrenze                    | Eigentümergrenze |
| Bahnhof (Strecke außer Betrieb) · Bahnhof | 0,050                | Lana-Burgstall                      | 266 m s.l.m.     |
| Kreuzung (Strecke geradeaus außer Betrieb) · Strecke nach rechts | 0,229                | nach Meran                          | nach Meran       |
| Brücke über Wasserlauf (Strecke außer Betrieb) | 0,30                 | Etsch (37,4 m)                      | Etsch (37,4 m)   |
| Haltepunkt / Haltestelle (Strecke außer Betrieb) | 0,485                | Etschbrücke                         | 266 m s.l.m.     |
| Haltepunkt / Haltestelle (Strecke außer Betrieb) | 1,144                | Mauthaus                            | 268 m s.l.m.     |
| Bahnhof (Strecke außer Betrieb) | 1,778                | Niederlana                          | 275 m s.l.m.     |
| Haltepunkt / Haltestelle (Strecke außer Betrieb) | 2,083                | Pfarrhof                            | 279 m s.l.m.     |
| Haltepunkt / Haltestelle (Strecke außer Betrieb) | 2,648                | St. Peter                           | 287 m s.l.m.     |
| Bahnhof (Strecke außer Betrieb) | 2,797                | Mitterlana Tribusplatz              | 287 m s.l.m.     |
| Haltepunkt / Haltestelle (Strecke außer Betrieb) | 3,100                | Schulhaus                           | 292 m s.l.m.     |
| Haltepunkt / Haltestelle (Strecke außer Betrieb) | 3,350                | Gemeindeamt                         | 300 m s.l.m.     |
| Haltepunkt / Haltestelle (Strecke außer Betrieb) | 3,729                | Kapuzinerplatz                      | 309 m s.l.m.     |
| Haltepunkt / Haltestelle (Strecke außer Betrieb) | 3,815                | Hotel Royal-Postamt                 | 311 m s.l.m.     |
| Haltepunkt / Haltestelle (Strecke außer Betrieb) | 4,035                | Falschauerbrücke                    | 317 m s.l.m.     |
| Brücke über Wasserlauf (Strecke außer Betrieb) | 4,10                 | Falschauer (52,5 m)                 | 317 m s.l.m.     |
| Kopfbahnhof Streckenende (Strecke außer Betrieb) | 4,179                | Oberlana                            | 313 m s.l.m.     |
| |                      | Übergang zur Straßenbahn Lana–Meran |                  |

Die Lokalbahn Lana-Burgstall–Oberlana war eine normalspurige und elektrifizierte Lokalbahn in der heutigen italienischen Provinz Südtirol.

## Geschichte

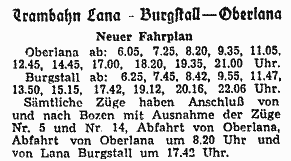
Fahrplan von 1951

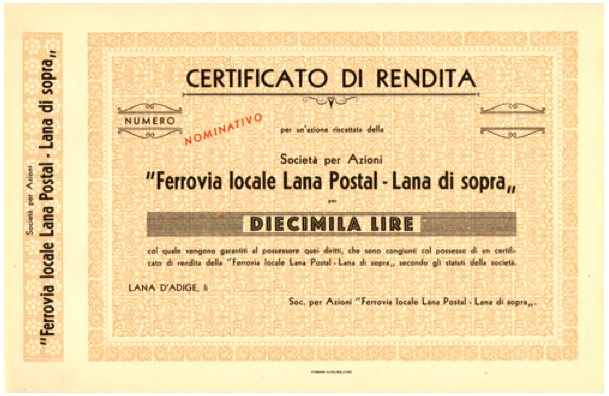
Aktie der Ferrovia locale Lana Postal - Lana di sopra

Der wirtschaftliche Erfolg der 1906 eröffneten Straßenbahn Lana–Meran führte zur Planung einer anschließenden, 4,35 Kilometer langen, eingleisigen Strecke, die aber als Eisenbahn mit Güterverkehr ausgeführt wurde. Sie verband den Bahnhof Lana-Burgstall an der Bahnstrecke Bozen–Meran über Niederlana und Mitterlana, wo sich jeweils Ausweichen befanden, mit Oberlana. Die Fahrtdauer betrug 20 Minuten. Inhaber der Konzession war die Marktgemeinde Lana Als zuständiges Eisenbahninfrastrukturunternehmen firmierte zunächst die Lokalbahn Lana-Burgstall–Oberlana A.G.; später wurde sie mit der benachbarten Straßenbahn nach Meran wirtschaftlich vereinigt. Der Endbahnhof Oberlana befand sich neben deren Ausgangspunkt; auch die beiden Wagenhallen lagen unmittelbar nebeneinander. Eine Gleisverbindung fehlte hingegen, weil die Straßenbahn in Meterspur angelegt worden war. Der Grund für die abweichende Spurweite lag in der Absicht, Güterwagen von Lana unmittelbar auf das Netz der k.k. Staatsbahnen übergehen zu lassen. Denn die Hauptaufgabe der Bahn sollte der Güterverkehr, speziell der Transport von Obst sein, was ihr später den Spitznamen „Apfelexpress“ einbrachte. Der Fahrplan war unstarr und sah beispielsweise 1914 im Personenverkehr täglich 14 Fahrten von Oberlana bis Lana-Burgstall und weitere 14 Fahrten bis Niederlana und zurück vor. Zur Eröffnung am 14. Dezember 1913 standen zwei Elektrolokomotiven, zwei Personentriebwagen und ein Beiwagen zur Verfügung. Den Betrieb führten die k.k. Staatsbahnen, die die elektrischen Lokomotiven der Reihe 1084 und die elektrischen Triebwagen der Reihe 23.0 einsetzten.
Der Erste Weltkrieg, der schon 1914 – ein Jahr nach Eröffnung des Betriebs – ausbrach, verhinderte eine günstige wirtschaftliche Entwicklung der Bahn. Anschließend behinderte nicht nur der Rückgang im Personenverkehr, sondern auch die wachsende Konkurrenz durch Lastkraftwagen die weitere Entwicklung des Verkehrsaufkommens. 1934 elektrifizierten die Ferrovie dello Stato Italiane (FS) die Bahnstrecke Bozen–Meran mit Drehstrom (3,6 kV mit 16⅔ Hz). Am Bahnhof Lana-Burgstall, wo die Lokalbahn die Staatsbahn fast rechtwinklig kreuzte, musste dafür eine aufwändige Konstruktion zur Kreuzung der Fahrleitungen installiert werden, auch die Stromabnehmer der Lokalbahnfahrzeuge wurden entsprechend angepasst. Erst als im Jahre 1936 im Abessinienkrieg alle Kraftfahrzeuge militärischen Zwecken dienen mussten, nahm der Güterverkehr auf der Schiene wieder einen erfreulichen Aufschwung. Doch nach dem Zweiten Weltkrieg gingen die Einnahmen erneut zurück. Nachdem die FS auf ihrer Strecke 1952 die doppelpoligen Drehstromfahrleitungen durch Gleichstromfahrleitungen ersetzt hatte, konnte die Fahrleitungskreuzung vereinfacht werden. Der Personenverkehr wurde im Juli 1959 durch Omnibusse ersetzt; gleichzeitig beschränkte man den Güterverkehr auf den Abschnitt Lana-Burgstall–Niederlana. In Niederlana entstand ein neuer Lokschuppen für die verbliebenen Lokomotiven. Dieses Teilstück der Strecke blieb noch bis zum 31. März 1974 in Betrieb.
Von der Bahn blieben teilweise noch Zeugnisse erhalten, darunter die Eisenfachwerkbrücke über die Etsch beim Bahnhof Lana-Burgstall. Diese lag lange Zeit längs der Etsch an Land, wurde jedoch 2012 um etwa 200 Meter nach Süden verlegt und – komplett restauriert – wieder über den Fluss gespannt. Hier verbindet sie nun den parallel zur Bahnstrecke Bozen–Meran verlaufenden Etsch-Radweg mit dem gegenüberliegenden Etschufer. In Lana ist in der Zollstraße eine Güterzug-Lokomotive, die ehemalige kkStB 1084.002 der Österreichischen Siemens-Schuckert-Werke, als Denkmal aufgestellt, nachdem sie zuvor jahrelang am Tribusplatz gestanden hatte. Ihre Zwillingsmaschine wurde 2012, kurz vor Abbruch der Remise am Busbahnhof in Oberlana, nach Burgstall zur Eisenfachwerkbrücke am Bahnhof transportiert. Dort wurde – ebenfalls 2012 – am rechten Ufer der Etsch ein Technikschauplatz errichtet.
Anlässlich des 100. Jubiläums der Lokalbahn Lana-Burgstall–Oberlana zeigte 2013 und 2014 die Eisenbahnwelt in Rabland in einer Sonderausstellung deren Geschichte. Zusammengestellt wurde diese von Albert Innerhofer aus Lana und Werner Schröter aus Innsbruck. Dazu sind auch eine umfangreiche Broschüre zur Geschichte dieser Lokalbahn sowie eine personalisierte Briefmarke bei der Österreichischen Post erschienen.
Es gibt heute von lokalpolitischer Seite in regelmäßigen Abständen Aufrufe zur Wiedereinführung der Bahn.

## Galerie

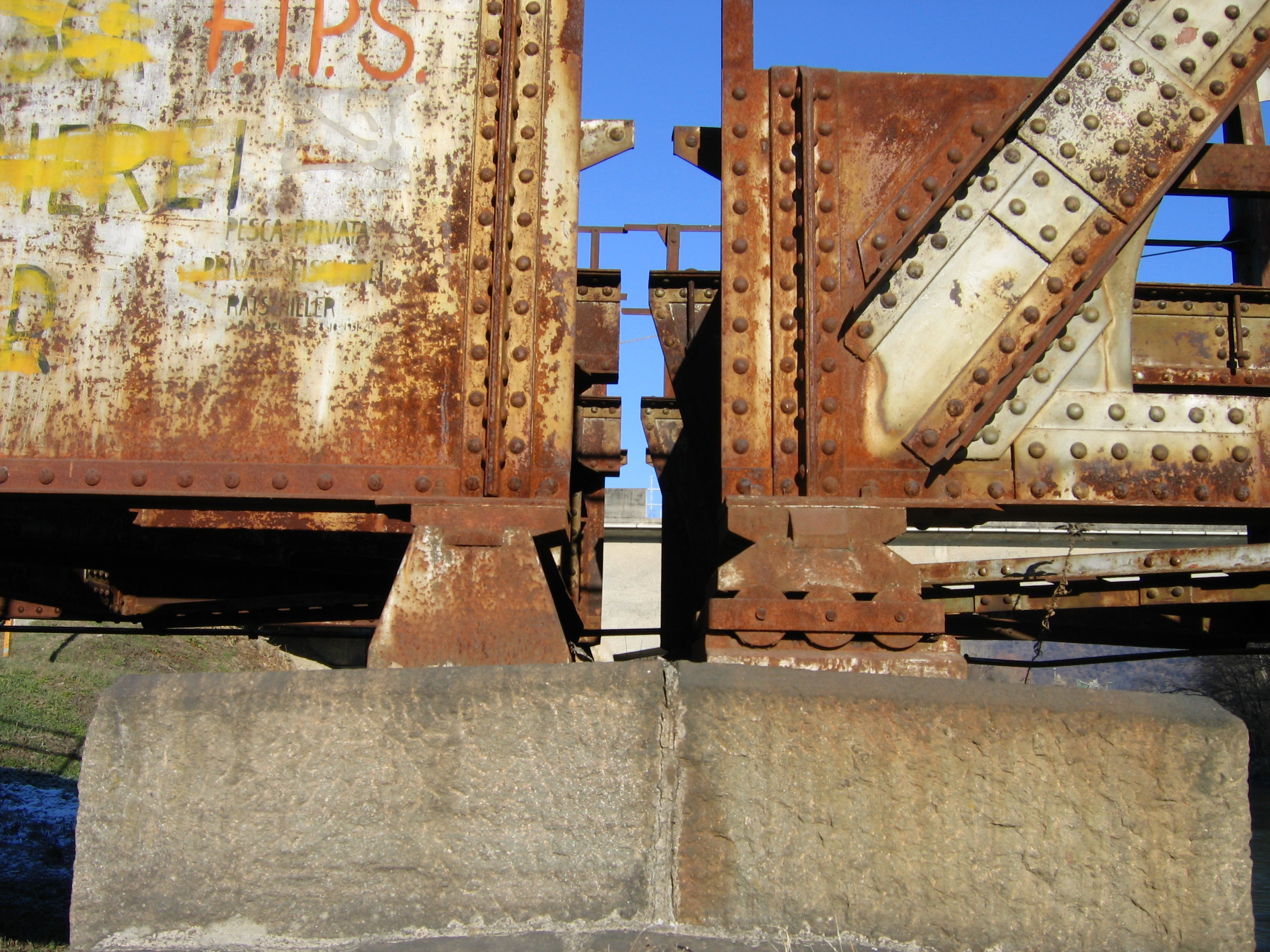
Detail der Etschbrücke beim Bahnhof Lana-Burgstall
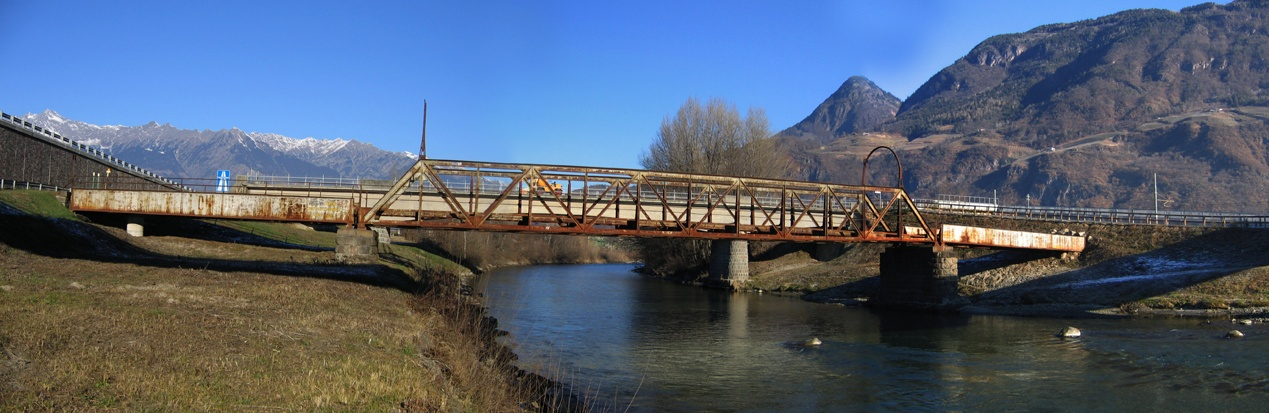
Die Etschbrücke vor ihrer Restaurierung
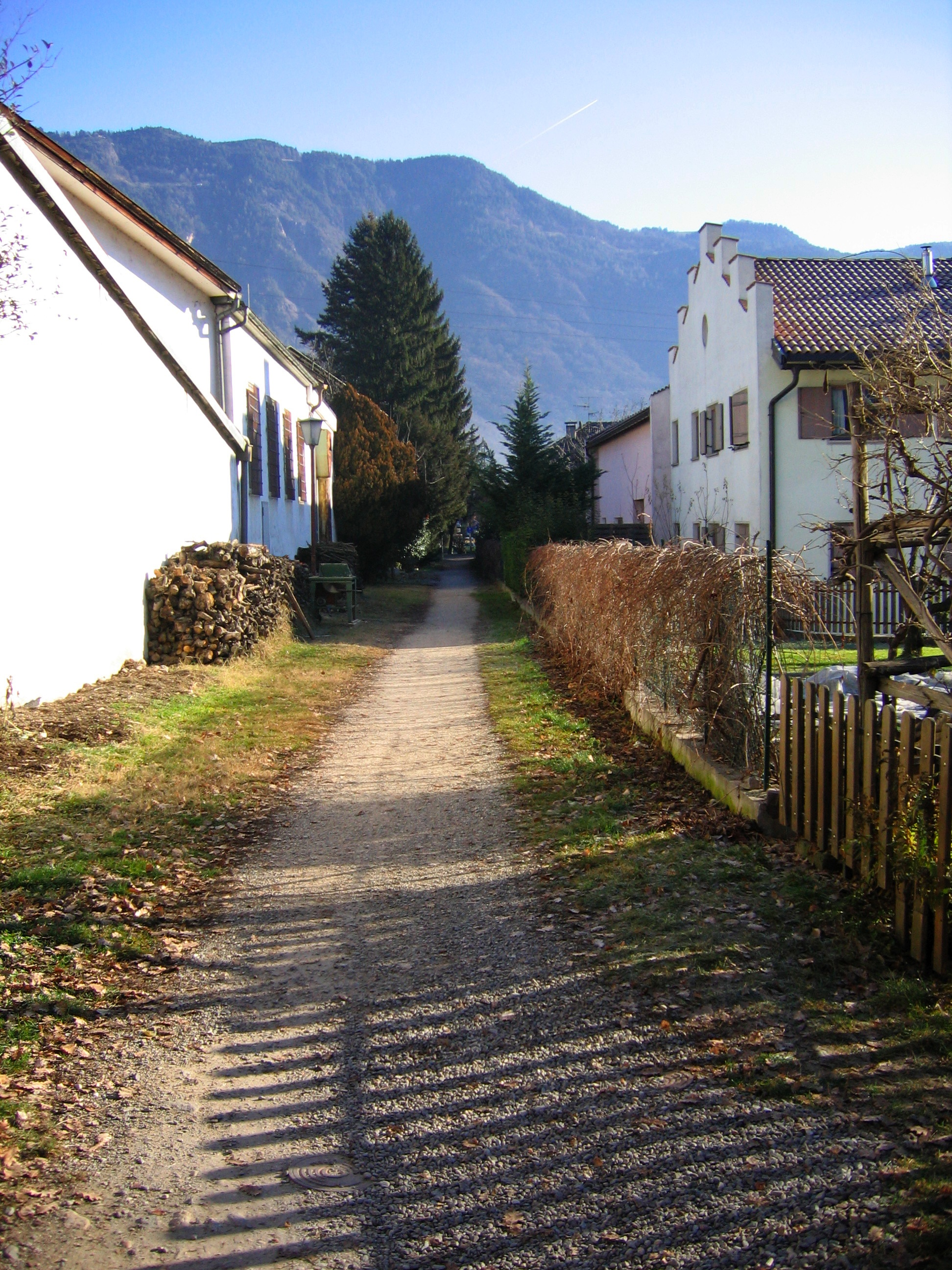
Trasse der Bahn nahe der Kreuzung Bozner Straße–Zollstraße
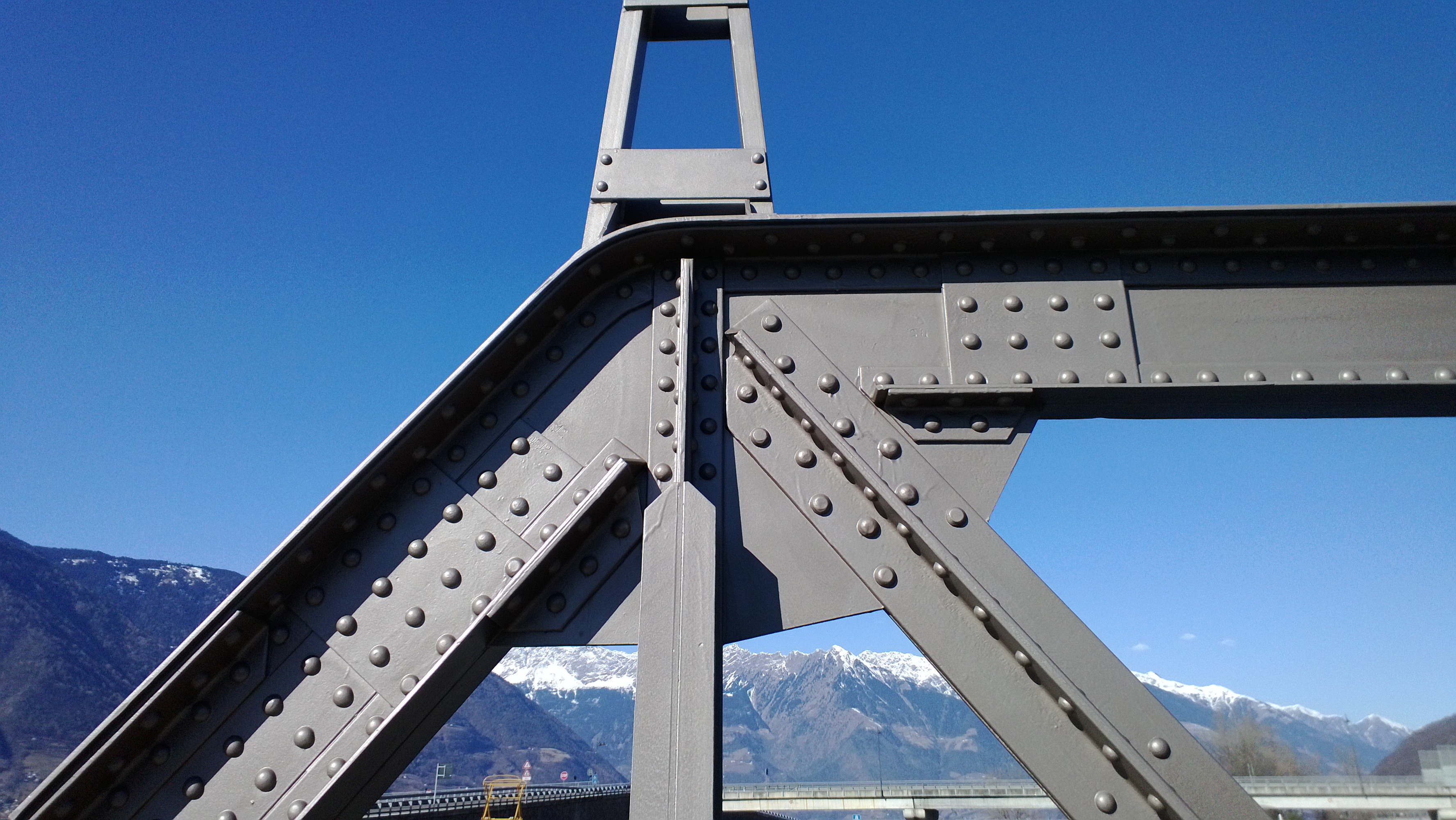
Detail der heutigen restaurierten Etschbrücke
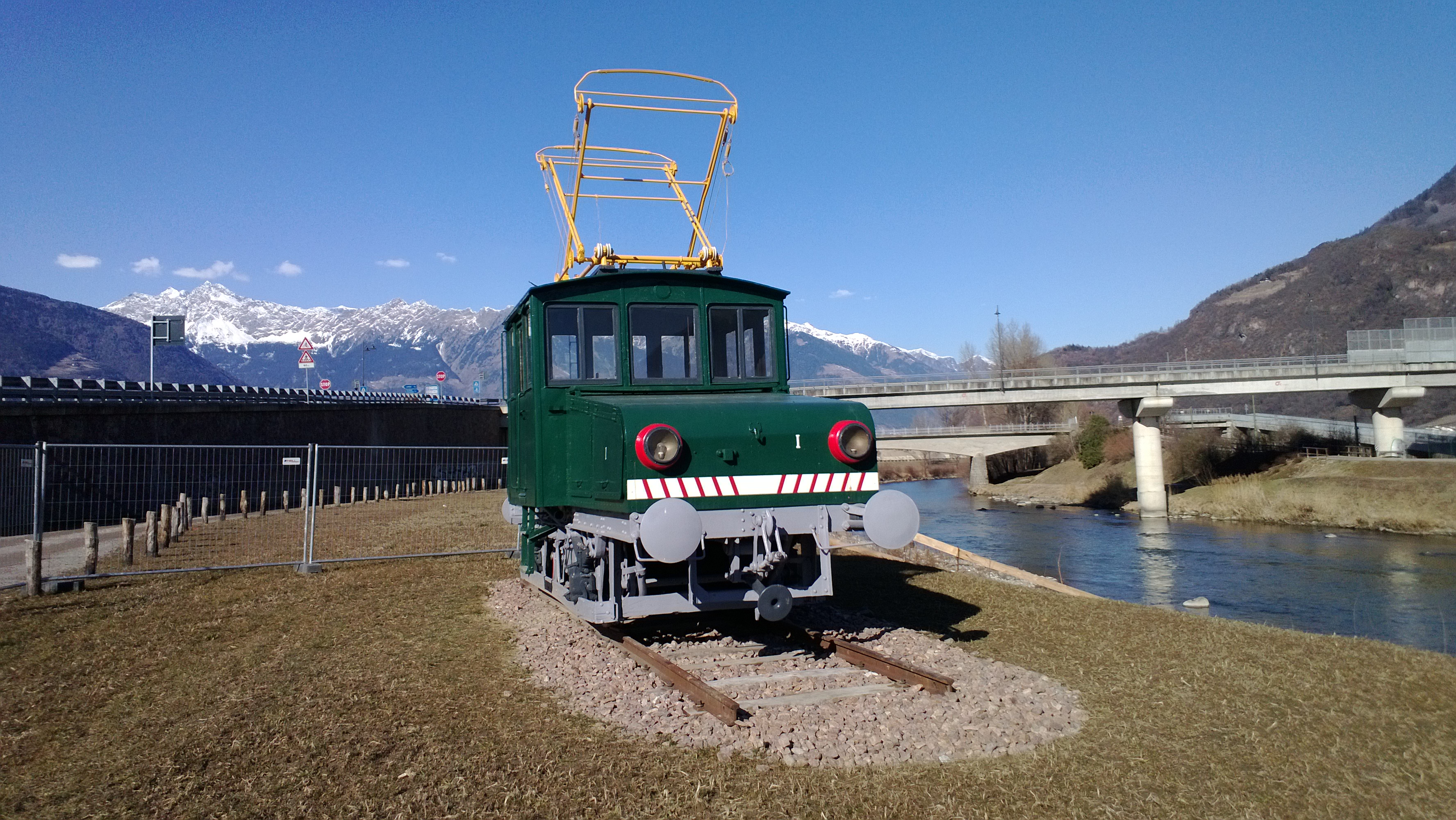
Lokomotive I nach ihrer Restaurierung am Westufer der Etsch
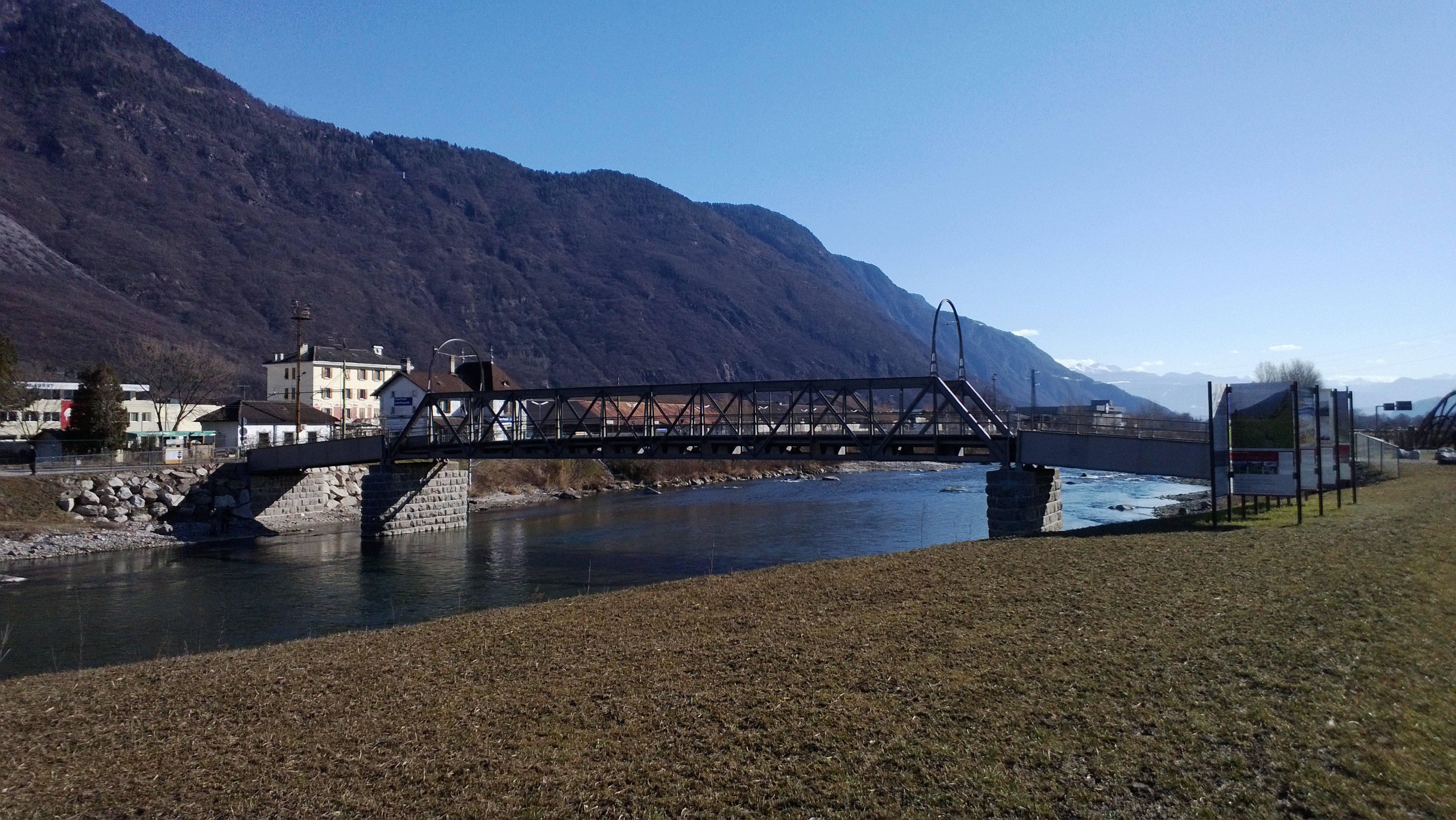
Die restaurierte Etschbrücke und ihr neuer Standort, circa 200 Meter weiter südlich
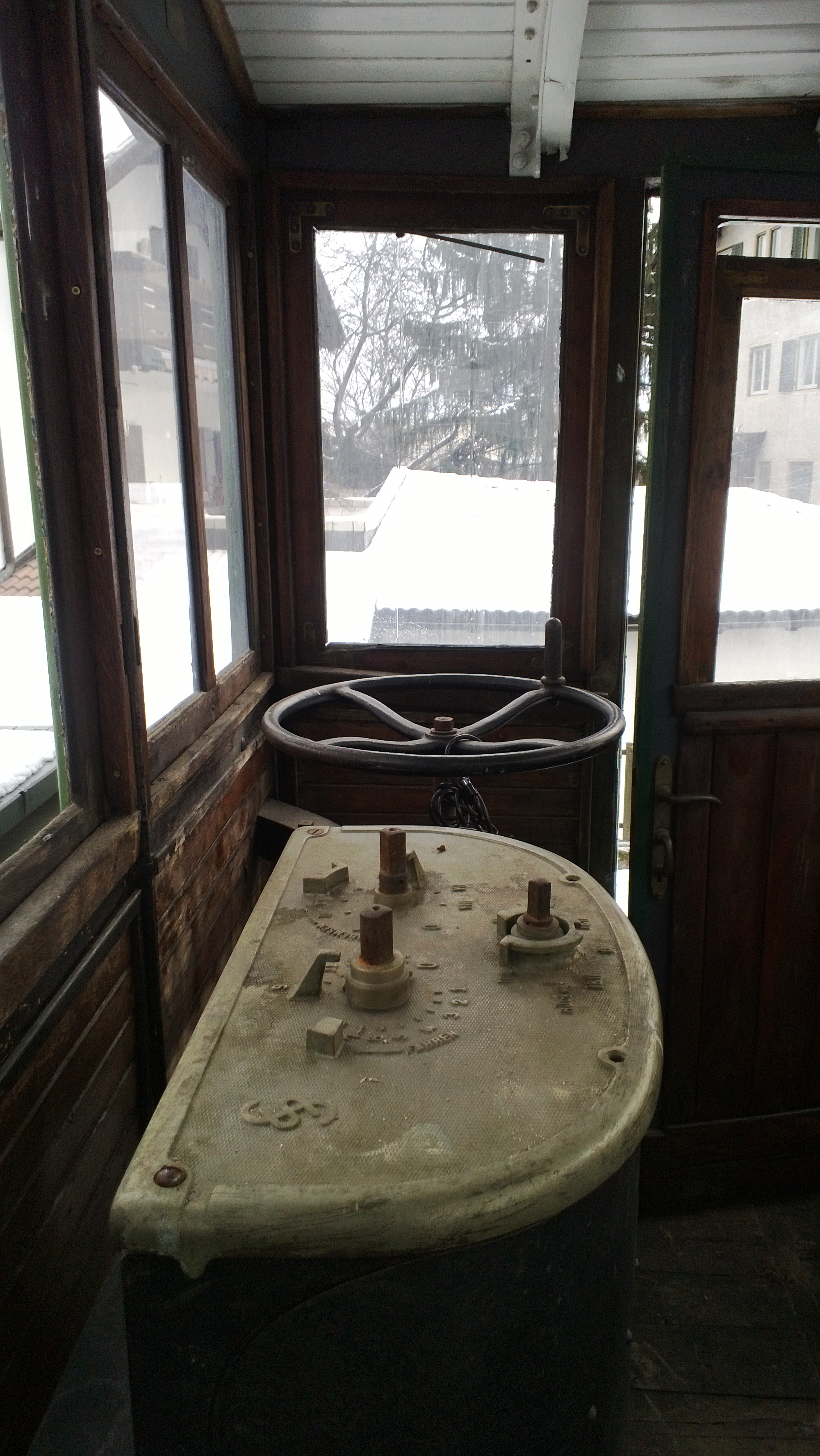
Führerstand der Lokomotive II
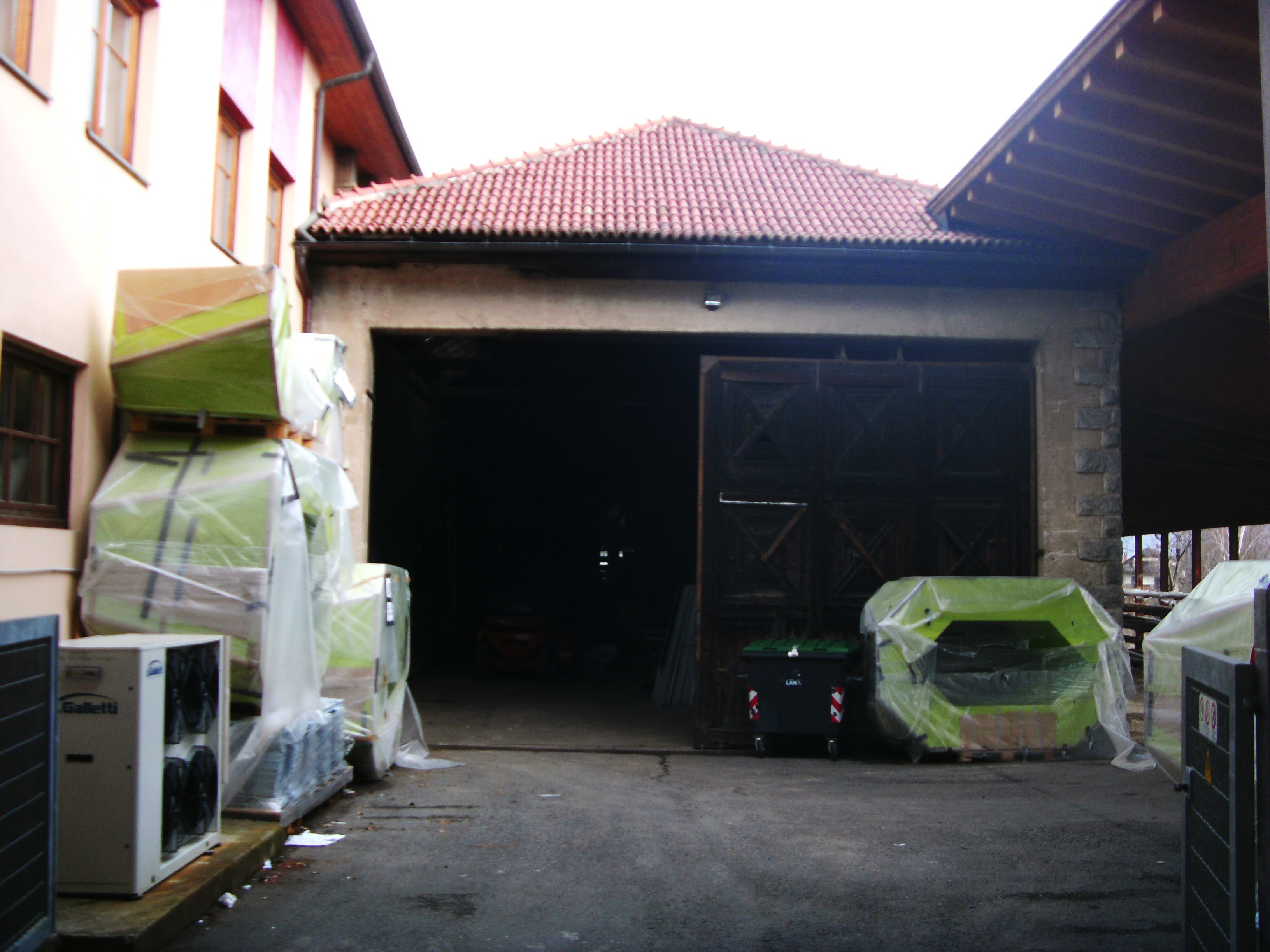
Remise der Lokalbahn in Oberlana am 26. Februar 2013